# Goth (manga)
Goth (ゴス Gosu?) es una novela de Otsuichi, que gira alrededor de dos estudiantes de secundaria fascinados por el asesinato. Fue adaptada en un manga de Kenji Oiwa. Ambos se han publicado en Japón por Kadokawa Shoten, y se han publicado en inglés por Tokyopop en octubre y septiembre de 2008. La novela ganó el Honkaku Mystery Award en 2003. En 2008, la novela fue adaptada a una película en imagen real dirigida por Gen Takahashi. Además, Fox Atomic ha anunciado que la novela se convertirá a otra película dirigida por J. T. Petty.

## Argumento
La novela contiene una serie de seis historias cortas acerca de dos estudiantes de secundaria, un joven manipulador que permanece sin nombre hasta el final de la historia, y una chica llamada Yoru Morino. Ambos comparten un interés similar por los crímenes espeluznantes. De esta forma se interesan en extraños casos de asesinatos ocurridos en su barrio y sin darse cuenta, empiezan a formar parte de ellos. 

## Personajes
Si bien la novela cuenta con varios personajes, la mayoría de ellos son sólo personajes episódicos.
Narrador - Itsuki Kamiyama
Un estudiante de secundaria obsesionado con la muerte. Se muestra extrovertido y amigable, pero es extremadamente manipulador y anhela ver la muerte de Morino. Su identidad se revela al final de la novela.
Yoru Morino
Yoru es una estudiante de secundaria que, al igual que el narrador, está obsesionada con la muerte. Tiende a mantenerse cerrada y no hablar con nadie. Se acerca al narrador después de un incidente con su profesor de química. Tiene una cicatriz de en la muñeca, que atrae la atención del protagonista.

## Contenido de la obra

### Novela
Goth es una novela escrita por Otsuichi y publicado en Japón por Kadokawa Shoten el 3 de julio de 2002. Tokyopop licenció la novela para un lanzamiento en idioma inglés en América del Norte, y la publicó el 7 de octubre de 2008.
La historia está compuesta por seis historias autoconclusivas:
- Goth (暗 黒 系 Ankokukei?, Chico oscuro)
- Wristcut (リスト カット 事件 Risutokatto Jiken?, El incidente Wristcut)
- Dog (犬 Inu?, Perro)
- Twins (记忆 Kioku?, Gemelos)
- Grave (土 Tsuchi?, Suelo)
- Voice (声 Koe?, Voz)

### Manga
La adaptación al manga fue llevada a cabo por Kendi Oiwa, y también fue publicada en Japón por Kadokawa Shoten el 30 de mayo de 2003. El manga también se ha licenciado en más países, como en América del Norte por TOKYOPOP, en España por Glénat, en Francia por Pika édition, en Italia por Planet Manga, o en Alemania por Egmont Manga & Anime.
Su historia varía algo respecto a la novela, como que la historia «Perro» es eliminada; y se combinan «Voz» y «Gemelos» en una, teniendo más importancia Natsumi en el último arco argumental.

### Película en imagen real
El 20 de diciembre de 2008 se estrenó en Japón una película en imagen real basada en la novela. Dirigida por Gen Takahashi, el reparto cuenta, para los papeles protagonistas, a los actores Kanata Hongō y Rin Takanashi.
Aparte de esta, la productora norteamericana Fox Atomic anunció que estaban grabando una película sobre la novela, dirigida por J. T. Petty.